# Ancistrocerus heirinus
Ancistrocerus heirinus är en stekelart som beskrevs av Jinhaku Sonan 1939. Ancistrocerus heirinus ingår i släktet murargetingar, och familjen Eumenidae. Inga underarter finns listade i Catalogue of Life.